# 藍田公共運輸交匯處
藍田公共運輸交匯處是位於香港九龍藍田鯉魚門道滙景花園基座、港鐵藍田站旁的公共運輸交匯處。藍田公共運輸交匯處是全香港首個配備空調候車亭的公共運輸交匯處，設有巴士總站、專線小巴總站與的士站，共有15條專營巴士路線、2條專線小巴路線與1條跨境巴士路線以此為總站，此外亦有21條專營巴士路線途經此處並設有分站。藍田公共運輸交匯處於1990年4月18日起分階段啓用，並於同年5月29日全面啓用，初稱“藍田交通交匯處”（英語：Lam Tin Transport Interchange）。

## 設計與設施

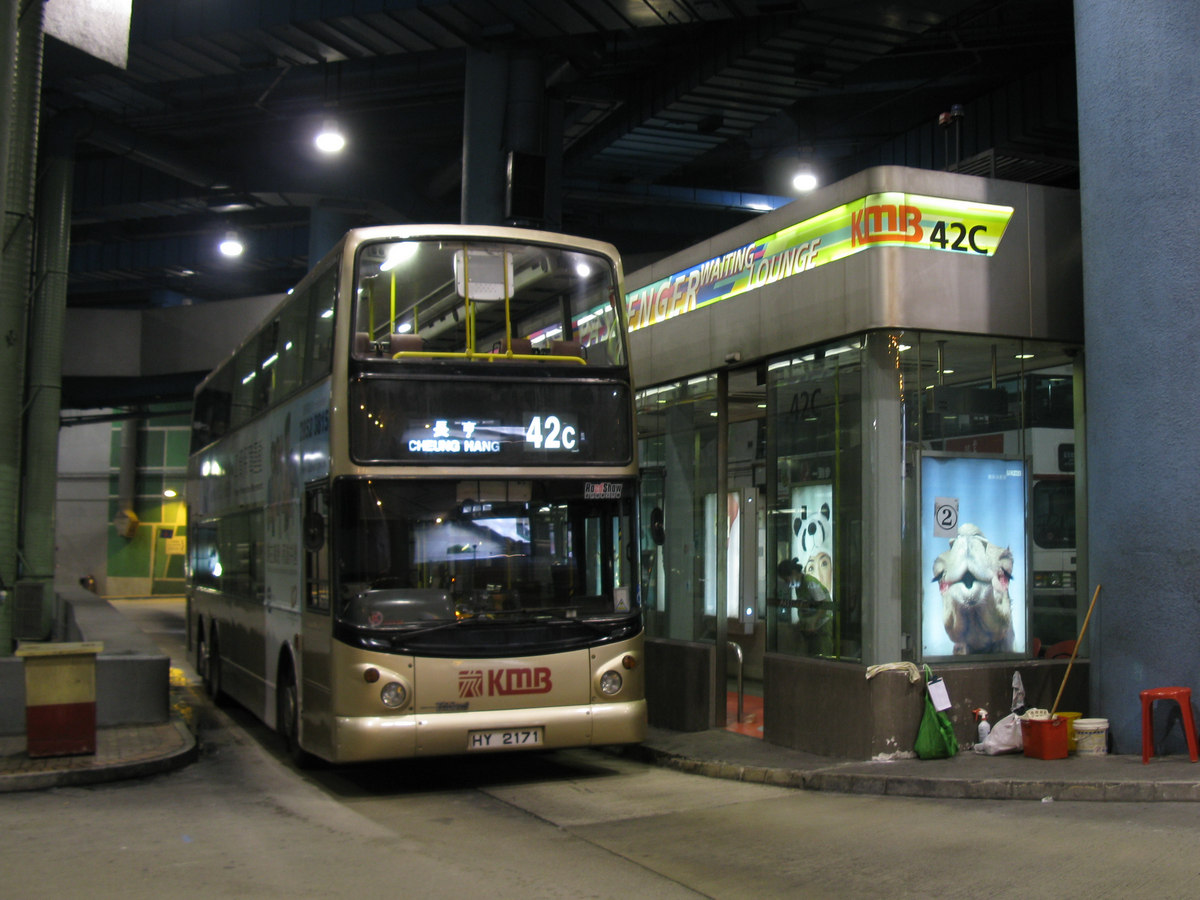
藍田公共運輸交匯處的空調候車亭

滙景花園採用「跨越式平台」設計直接遮蓋屋苑下方的一段鯉魚門道，以求紓緩道路交通噪音對住宅的影響。藍田公共運輸交匯處作為建於大型綜合建築物內的巴士總站的典型例子，也在被「跨越式平台」遮蓋的範圍內，然而如此設計忽略了沖淡巴士廢氣的需要，使廢氣都留在公共運輸交匯處內，這也使1993年環境保護署的多位環保督察在藍田公共運輸交匯處監測空氣時感受到空氣混濁、骯髒及令人窒息，隨後也得出了高二氧化氮和二氧化硫濃度的測量結果。機電工程署為此於1996年改裝藍田公共運輸交匯處內的通風系統，然而問題並未被有效解決，何民傑在2018年擔任西貢區議會議員時曾發現藍田公共運輸交匯處的PM2.5懸浮粒子濃度達每立方米50微克，而運輸署在同年為其轄下的公共運輸交匯處所作的空氣質素檢測中亦發現藍田公共運輸交匯處的二氧化氮濃度達每立方米646微克。
為提升藍田公共運輸交匯處的候車環境，九龍巴士於2001年11月建議在站內兩個候車月台興建空調候車間，包括第一代298線的月台，以及14、14B、14C、62X、93M與259D線中途站。全香港首個空調候車亭於2002年10月9日由時任運輸署署長霍文主持啓用，設於當時42C線的月台，即由東面起計第二個月台。該空調候車亭全長16米、闊2.5米，可同時容納40位候車乘客，採用透明強化玻璃密封設計，並安裝了由獨立系統供應鮮風的恆溫式空調系統，設有自動感應開關的幕門，連接入口處的行人路設有方便乘客進出的斜台，候車亭內除設有照明設施、座椅、排隊設施，路線資料牌、路線圖外，也裝設了列出下一班巴士的開車時間、路線與票價等資料的電子屏幕顯示屏，以及定時以广州话、英语及普通话提示乘客下一班巴士的開出時間和車費系統的廣播系統。2024年8月18日，九龍巴士重組藍田公共運輸交匯處內各巴士路線的停站位置，設有空調候車亭的候車月台改由277E線使用。
為便利市民使用高架行人通道與藍田公共運輸交匯處，為藍田公共運輸交匯處加建升降機的工程獲納入「人人暢道通行」項目，屬於路政署HY/2012/12合約的一部分。加建升降機的工程原定於2015年3月27日完成，惟後來工期出現延誤，而承建商在工程延誤期間使用发电机時因使藍田公共運輸交匯處瀰漫刺鼻廢氣而令候車乘客感到不適，工程最終截至2016年2月29日已經完工，升降機的編號為KF71A。

## 歷史
時稱“藍田交通交匯處”的藍田公共運輸交匯處於1990年4月18日起分階段啓用，並於同年5月29日全面啓用。局部啓用時，14、14A、14B、14C、14X、15、15A、15B、15C、15X、62X、93M、601、606等巴士路線在鯉魚門道東行方向的巴士站遷入藍田公共運輸交匯處內，而九龍區專線小巴24M線則改以藍田公共運輸交匯處為總站，並取消循環運作，而全面啓用時，14、14A、14B、14C、14X、62X、93M、601、606等巴士路線與九龍區專線小巴24M線維持局部啓用時的安排，15、15A、15B、15C、15X等巴士路線的巴士站則遷回鯉魚門道東行方向，此外38線亦在全面啓用當日由觀塘裕民坊延長至藍田公共運輸交匯處。1991年5月10日，施工中的滙景花園第9座地庫停車場發生四級火警，焚燒達36小時後方被撲滅，期間藍田站與藍田公共運輸交匯處一度局部封閉兩日。
自從2025年初開始，內地社交平台小紅書上，藍田公共運輸交匯處因為藝術感而爆紅。

## 服務

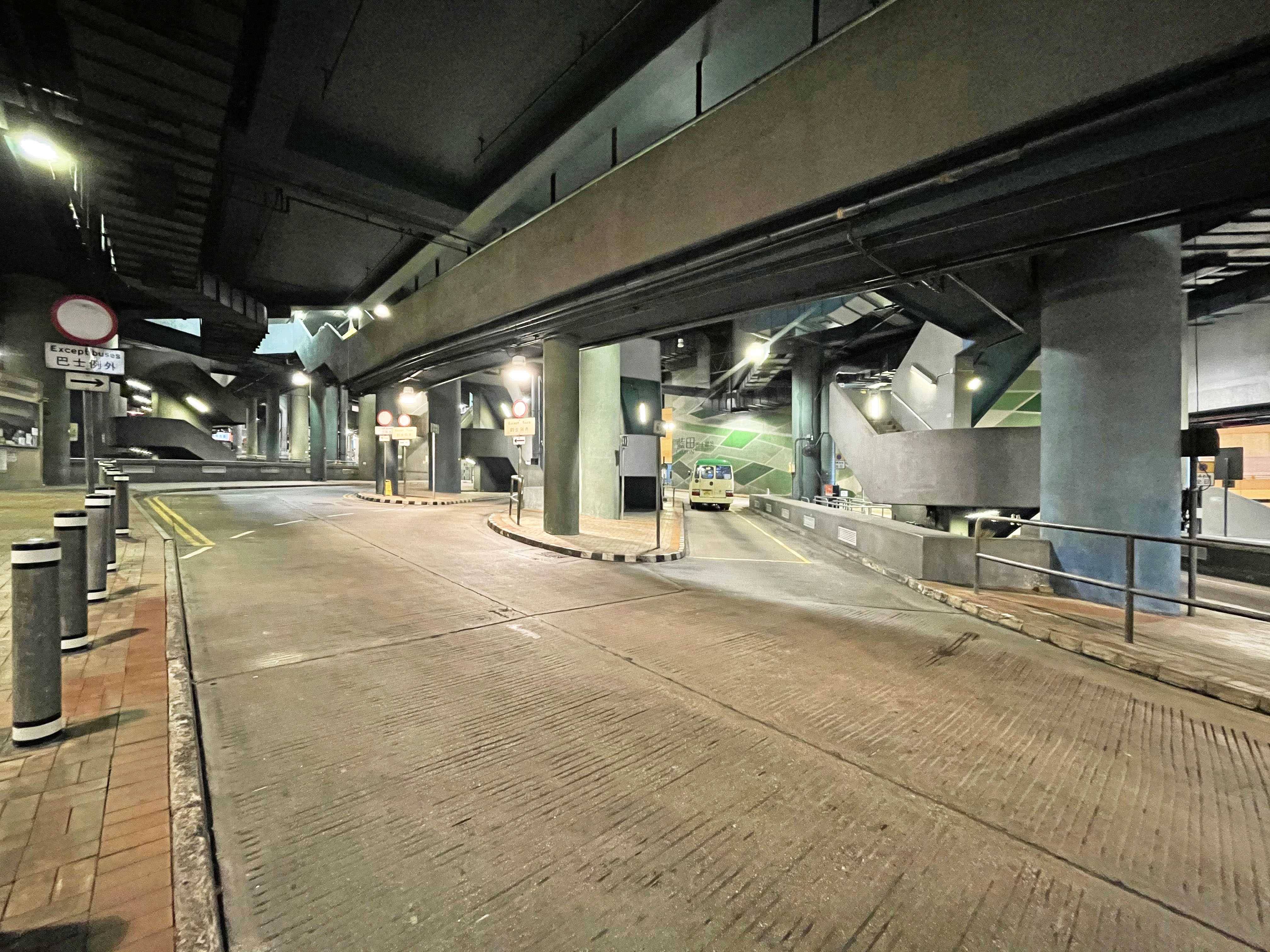
藍田公共運輸交匯處小巴總站與的士站部分內部

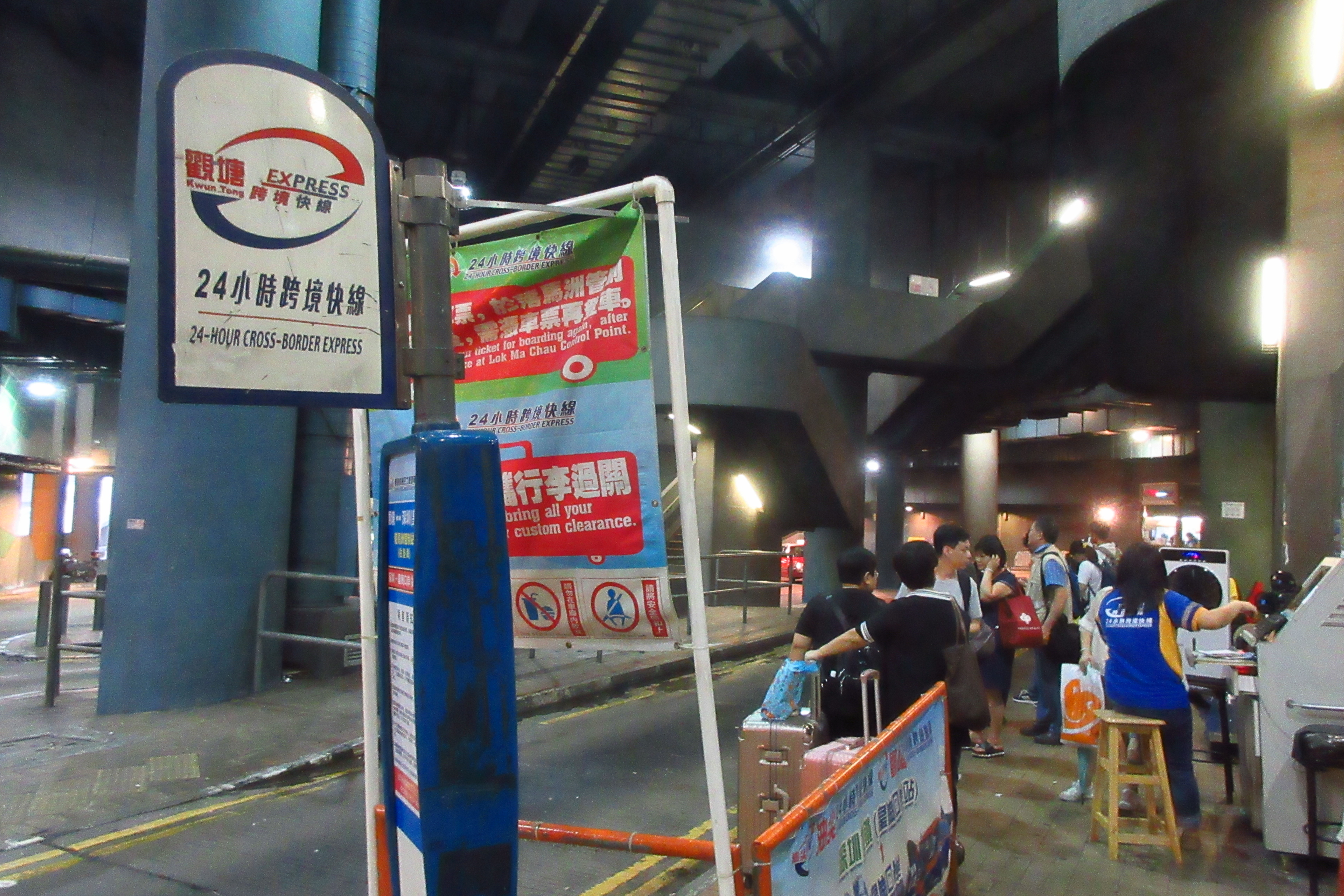
來往皇崗口岸的觀塘24小時跨境快線在藍田公共運輸交匯處的站點

除過海隧道巴士600線另有註明外，下列資訊均出自2023年12月31日起實施的《路線表令》（巴士）或運輸署的「香港出行易」網頁（專線小巴）。除此以外，由觀塘跨境快線巴士管理有限公司營辦、來往皇崗口岸的觀塘24小時跨境快線亦以藍田公共運輸交匯處為總站。

### 總站巴士路線
| 路線      | 總站 | 總站 | 總站                 |
| --------- | ---- | ---- | -------------------- |
| 42C       | 藍田 | ↔    | 長亨                 |
| X42P      | 藍田 | ←    | 青衣站               |
| 89D       | 藍田 | ↔    | 烏溪沙站             |
| 216M      | 藍田 | ↺    | 油塘站               |
| 252X      | 藍田 | ←    | 恒順園               |
| 252X      | 藍田 | →    | 置樂花園             |
| 258D      | 藍田 | ↔    | 寶田                 |
| 258A 258P | 藍田 | ←    | 洪福邨               |
| 258A 258P | 藍田 | ↔    | 洪福邨               |
| 258S      | 藍田 | ←    | 山景                 |
| 277A 277X | 藍田 | ↔    | 沙頭角               |
| 277A 277X | 藍田 | ↔    | 聯和墟               |
| 277E 277P | 藍田 | ↔    | 天平邨               |
| T277      | 藍田 | ↔    | 上水                 |
| A22       | 藍田 | ↔    | 機場（地面運輸中心） |

### 途經巴士路線
| 路線     | 總站             | 總站 | 總站               |
| -------- | ---------------- | ---- | ------------------ |
| 14       | 鯉魚門邨         | ↔    | 中港城             |
| 14B      | 牛頭角           | ↔    | 藍田（廣田邨）     |
| 14H      | 油塘             | ↺    | 順利               |
| 14X      | 鯉魚門           | ↺    | 尖沙咀             |
| 15X      | 藍田（廣田邨）   | ↔    | 紅磡站             |
| 93M      | 彩明             | →    | 寶林               |
| 215X     | 藍田（廣田邨）   | ↔    | 九龍站             |
| 600      | 安達臣           | ↔    | 中環（林士街）     |
| 601      | 寶達邨           | ↔    | 金鐘（東）         |
| 601P     | 寶達邨           | ↔    | 上環               |
| 606      | 彩雲邨           | ↔    | 小西灣（藍灣半島） |
| 606A     | 彩雲邨           | ↔    | 耀東邨             |
| 606X     | 九龍灣           | ↔    | 小西灣（藍灣半島） |
| 613A     | 安泰（西）       | ↔    | 杏花邨             |
| 619 N619 | 順利             | ↔    | 中環（港澳碼頭）   |
| 619P     | 順利             | →    | 中環（港澳碼頭）   |
| 641      | 啟晴邨           | ↔    | 中環（港澳碼頭）   |
| 671      | 鴨脷洲（利樂街） | ↔    | 鑽石山站           |
| N691     | 調景嶺           | ↔    | 中環（港澳碼頭）   |

### 總站專線小巴路線
| 路線 | 總站 | 總站 | 總站           |
| ---- | ---- | ---- | -------------- |
| 17   | 藍田 | ↔    | 翠林           |
| 71B  | 藍田 | ↔    | 秀茂坪邨第五期 |